# Villa Lugnet
Villa Lugnet er et træhus, der hører til Uppsala Universitets Campus Blåsehus. Huset ligger i Kåbo sydøst for Uppsala slot i kvarteret Blåsenhus. Bygningen er udført i  karolinsk stil med valmet tag og er sandsynligvis opført i første halvdel af 1700-tallet. Huset tilhørte oprindeligt landshövdingens residens, og bliver også kaldt "Dronning Kristinas jagthytte". 
Villa Lugnet blev i 1935 statsligt bygningsminde og 6. marts 1995 også bygningssminde ifølge kulturminneslagen.

## Eksterne Links
- Beskrivelse af ejendommen på Akademiska Hus' side Arkiveret 28. august 2010 hos  Wayback Machine

| Arkitektur | Spire Denne arkitekturartikel er en spire som bør udbygges. Du er velkommen til at hjælpe Wikipedia ved at udvide den. |

59°51′2.49″N 17°37′57.65″Ø / 59.8506917°N 17.6326806°Ø